# 新城駅 (忠清南道)
新城駅（シンソンえき、ハングル:신성역）は大韓民国忠清南道洪城郡洪城邑鶴鶏里にある韓国鉄道公社の駅である。

## 沿革
- 1923年12月1日  ：鶴鶏駅の駅名で営業開始
- 日付不明：一時廃止
- 1965年12月21日  ：無配置簡易駅で営業再開
- 1975年2月5日  ：旧駅舎着工
- 1975年4月15日  ：旧駅舎竣工
- 1975年8月3日  ：普通駅に昇格
- 1991年12月11日  ：アジアセメント専用線新設
- 1991年12月28日  ：貨物取り扱い開始
- 1997年5月1日  ：専用線貨物貨物取り扱い指定
- 2007年6月1日  ：旅客取り扱い停止
- 2008年12月1日  ：長項線改良工事により駅舎新築移転と同時に無配置簡易駅に格下げ

## 隣の駅
韓国鉄道公社
長項線
洪城駅 - 新城駅 - 広川駅